# Micro-région d'Ibrány–Nagyhalász
La micro-région d'Ibrány–Nagyhalász (en hongrois : Ibrány–Nagyhalászi kistérség) est une micro-région statistique hongroise rassemblant plusieurs localités autour d'Ibrány.